# Igelkottsflugsvamp
Igelkottsflugsvamp (Amanita echinocephala) är en sällsynt flugsvamp som växer på kalkrik mark i lövskogar. Fruktkroppen uppträder under sommaren och hösten och är vit till gräddvit i färgen. 

## Beskrivning
Kännetecknande för den här flugsvampen är att det på hatten finns små, koniska vårtor och att dess skivor och även dess kött har en något grönaktig ton. Foten har en ring kantad med små vårtor och fjällkransad bas. Hatten kan nå en bredd på 12 centimeter. Fotens höjd är 8–12 centimeter och dess diameter upp till 2,5 centimeter. Färgen på sporpulvret är vit. Svampen är inte ätlig och luktar och smakar inte heller tilltalande.

## Externa länkar

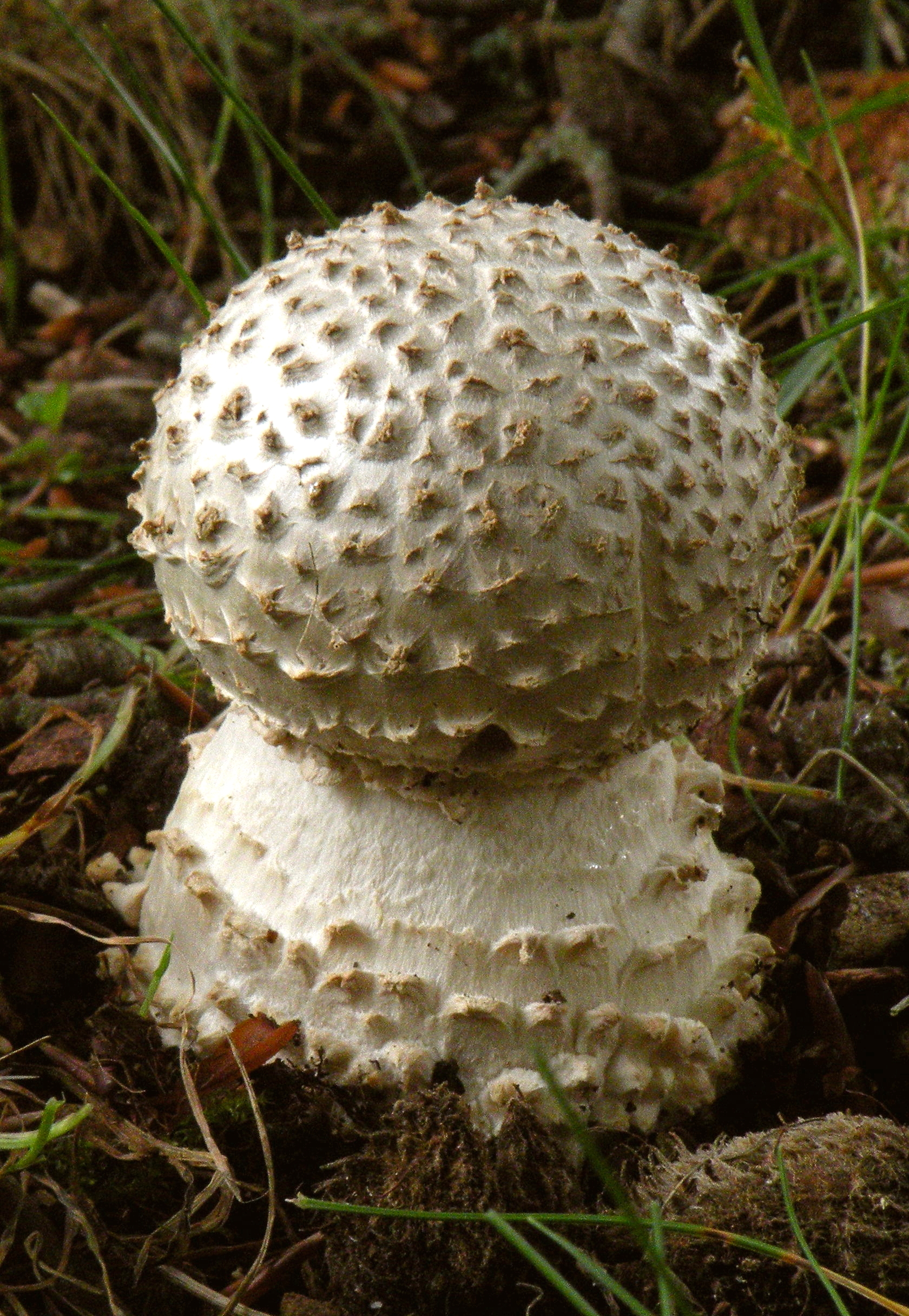
Ung fruktkropp.